# Ragnheiður Elín Árnadóttir
Ragnheiður Elín Árnadóttir, née le 30 septembre 1967 à Keflavík, est une femme politique islandaise, membre du parti de l'indépendance. Elle est directrice du Centre de développement de l'OCDE depuis le 16 août 2021.

## Biographie

### Jeunesse et débuts
Née à Keflavík, Ragnheiður Elín Árnadóttir commence ses études à l'université d'Islande où elle obtient une licence en sciences politiques en 1991. Elle obtient ensuite un master en relations internationales à l'université de Georgetown en 1994. Après son diplôme, elle travaille pour le Conseil du commerce d'Islande à New York et à Reykjavik.

### Carrière politique
Ragnheiður Elín Árnadóttir commence sa carrière politique en tant que conseillère politique auprès du ministre des Finances (de 1998 à 2005), du ministre des Affaires étrangères (2005-2006) et du Premier ministre (2006-2007). 
En 2007, elle est élue députée au Parlement islandais, puis réélue en 2009 et 2013. Elle est présidente du groupe parlementaire du parti de l'indépendance entre 2010 et 2012.
En 2013, elle est nommée Ministre de l'Industrie et du Commerce et occupe ce poste jusqu'en 2017, dans les gouvernements Gunnlaugsson et Jóhannsson. En 2021, elle est nommée directrice du Centre de développement de l'OCDE.
Ragnheiður Elín Árnadóttir est Senior Fellow non résidente au Global Energy Center de l'Atlantic Council. Elle siège aux conseils d'administration de RÚV et de la chambre de commerce islando-américaine. Elle a également siégé à celui de Landsvirkjun.